# Gypsophila struthium
Espèce
Classification phylogénétique
Gypsophila struthium est une espèce de plante de la famille des Caryophyllaceae et du genre Gypsophila.

## Description
La plante est un arbuste très ramifié, avec des feuilles linéaires grossières et de petites fleurs blanches, disposées en panicules de glomérules.

## Répartition
Gypsophila struthium est endémique de la péninsule ibérique.
L'espèce est une plante gypsophile vivace qui fait partie des garrigues défrichées et des friches, sur les pentes crayeuses des zones arides.

## Sous-espèces
- Gypsophila struthium subsp. struthium : centre, l'est et le sud-est de la péninsule ibérique[2].
- Gypsophila struthium subsp. hispanica : nord et de l'est de la péninsule ibérique[2].

## Parasitologie
La plante a pour prédateur Ormyrus orientalis (sv).
La fleur a pour parasites Phaiogramma etruscaria, Gymnoscelis rufifasciata, Eupithecia gemellata (en), Eupithecia centaureata. Le fruit a pour parasite Sibinia iberica. La feuille a pour parasites Eupithecia gypsophilata, Microloxia herbaria, Scopula rufomixtaria (en), Aspitates ochrearia, Coleophora strutiella (en).

## Utilisation
La racine de Gypsophila struthium servait pour traiter la laine.